# Pohgading (Pasrepan)
Pohgading is een bestuurslaag in het regentschap Pasuruan van de provincie Oost-Java, Indonesië. Pohgading telt 2290 inwoners (volkstelling 2010).